# Мере-де-Син (река)
Мере-де-Син (англ. Marais des Cygnes River, от фр. Marais des Cygnes — «лебединое болото») — река на востоке штата Канзас и на западе штата Миссури (США). Вместе с рекой Литл-Осейдж, Мере-де-Син является одним из двух составляющих притоков реки Осейдж. Длина реки составляет 349 км (по другим данным, 355 км).

## География

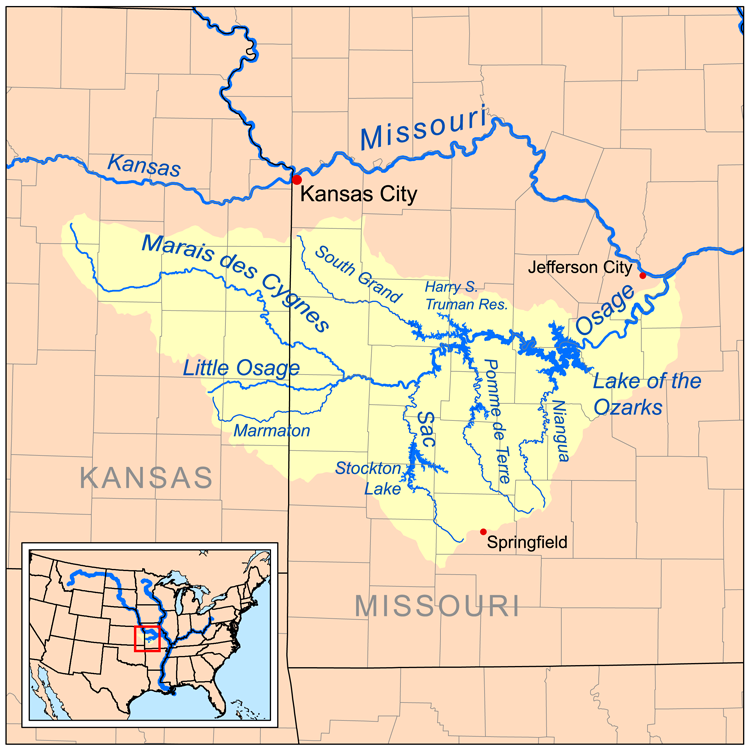
Бассейн реки Осейдж с указанием реки Мере-де-Син (Marais des Cygnes)

Река Мере-де-Син образуется в округе Лайон (Канзас), вблизи города Рединг, на высоте 323 м, при слиянии Элм-Крика (Elm Creek) и Ван-Хандред-энд-Фортиту-Майл-Крика (One Hundred and Fortytwo Mile Creek). После этого река течёт в восточном направлении, протекая по округам Лайон, Осейдж, Франклин, Майами, Линн (Канзас) и Бейтс (Миссури). Она сливается с рекой Литл-Осейдж на высоте 220 м, образуя реку Осейдж, которая, в свою очередь, является притоком Миссури.
Площадь водосборного бассейна реки Мере-де-Син — 11 147 км². Он включает в себя бассейны Элм-Крика (протекающего по округам Уобонси и Лайон) и Ван-Хандред-энд-Фортиту-Майл-Крика (также протекающего по округам Уобонси и Лайон).
Средний расход воды в районе границы штатов Канзас и Миссури — 27,24 м³/c (данные 2013 года).

## История
В 1828 году баптистский миссионер Айзек Маккой побывал на берегах реки вместе с группой индейцев, в поисках мест для переселения индейских племён из восточных и северных областей. Маккой называл эту реку Miry Desein или Miry Swan. Проживавшие там впоследствии индейцы-осейджи дали этой реке название на своём языке, которое в переводе означало «лебединое болото». Побывавшие там французские путешественники дословно перевели это название на французский язык — Marais des Cygnes. В конце концов это название и закрепилось за рекой.
Вблизи реки Мере-де-Син проходили события Гражданской войны в Канзасе (1854—1858) и Гражданской войны в США (1861—1865) — в частности, массовое убийство у Мере-де-Син в 1858 году и сражение при Мере-де-Син в 1864 году.
У реки Мере-де-Син неоднократно происходили крупные наводнения, в частности, в 1951, 1965, 1986 и 1998 годах. Чтобы уменьшить последствия наводнений, в 1972 году в западной части реки Корпусом инженеров Армии США было завершено сооружение плотины и создание водохранилища Мелверн, расположенного в округе Осейдж (Канзас) на высоте 315 м.
В 1992 году вокруг участка реки Мере-де-Син, протекающего по округу Линн (Канзас), у границы со штатом Миссури, был создан национальный резерват дикой природы Мере-де-Син, основной задачей которого является сохранение и восстановление лесных массивов.